# 阿尔泰肯多夫
阿尔泰肯多夫（法語：Alteckendorf，法語發音：[altɛkəndɔrf] ⓘ）是法国下莱茵省的一个市镇，属于萨韦尔讷区。

## 历史
该地于1777年由阿尔特多夫（Altdorf）和埃肯多夫（Eckendorf）合并而成。

## 地理
阿尔泰肯多夫（48°47'34"N, 7°35'40"E）面积5.72 平方千米，位于法国大東部大區下莱茵省，该省份为法国大陆部分最东部的省份，是阿尔萨斯的一部分，今与上莱茵省组成了阿尔萨斯欧洲集体，其南至上莱茵省，西南接孚日省和默尔特-摩泽尔省，西接摩泽尔省，北与德国接壤。
与阿尔泰肯多夫接壤的市镇（或旧市镇、城区）包括：埃滕多夫、博森多夫、格拉森多夫、于滕多夫、利克绍森、曼韦尔桑、什温德拉蔡姆。
阿尔泰肯多夫的时区为UTC+01:00、UTC+02:00（夏令时）。

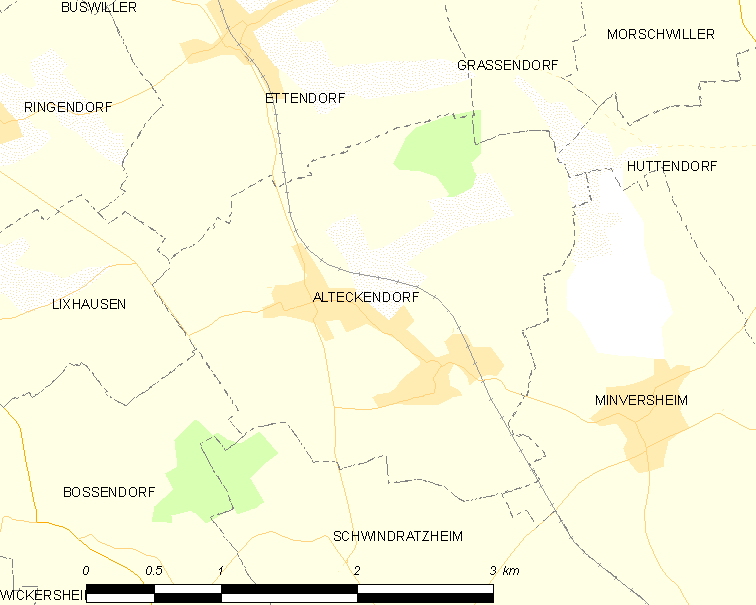
阿尔泰肯多夫的OSM定位图

## 行政
阿尔泰肯多夫的邮政编码为67270，INSEE市镇编码为67005。

## 政治
阿尔泰肯多夫所属的省级选区为布克斯维莱尔县。

## 人口

1962-2008年间阿尔泰肯多夫人口变化图示

阿尔泰肯多夫于2022年1月1日时的人口数量为858人。